# Ряженцев Сергій Геннадійович
Сергі́й Генна́дійович Ря́женцев (1984—2014) — молодший сержант Збройних сил України, учасник російсько-української війни.

## Короткий життєпис
Народився 1984 року в місті Кривий Ріг — Тернівський район. Служив у міліції, останні пів року працював у ТОВ «Кривбасремонт». Закінчив криворізьку ЗОШ № 50.
На фронт пішов у травні 2014 року. Кулеметник, 39-й батальйон територіальної оборони «Дніпро-2».
24 серпня 2014-го загинули на блокпосту 39-04 — перехрестя доріг між селами Чумаки та Олександрівка — в часі наступу терористичних загонів — старший сержант батальйону «Дніпро-2» Олександр Жабінець, молодший сержант Сергій Ряженцев, солдат Валерій Шмалій та військовик, чия особа не встановлена. Тоді відбувався наступ у тил українським силам в Іловайську. 15 вересня 2014-го тіла ексгумували пошуковці місії «Експедиція-200», привезли до Запоріжжя.
Без Сергія лишилися батьки, брат, дружина. На момент загибелі синові Сергія Єгору виповнилось дев'ять місяців.
Впізнаний за експертизою ДНК. Похований у місті Кривий Ріг 14 травня 2015-го, з оголошенням трауру.

### Нагороди та вшанування
За особисту мужність і героїзм, виявлені у захисті державного суверенітету та територіальної цілісності України, вірність військовій присязі під час російсько-української війни, відзначений — нагороджений
- 27 червня 2015 року — орденом «За мужність» III ступеня.
- Його портрет розміщений на меморіалі «Стіна пам'яті полеглих за Україну» в Києві: секція 3, ряд 8, місце 6
- Вшановується 24 серпня на щоденному ранковому церемоніалі вшанування українських захисників, які загинули цього дня в різні роки внаслідок російської збройної агресії[3]
- На будівлі криворізької школи № 50 відкрито меморіальну дошку на честь випускника Сергія Ряженцева
- нагороджений нагрудним знаком «За заслуги перед містом» ІІІ ступеня (посмертно).